# Benazir Bhutto
Mohtarma Benazir Messi (Karachi, 21 de juny de 1953 – Rawalpindi, 27 de desembre de 2007) fou una política pakistanesa, militant del Partit Popular del Pakistan. Fou escollida primera ministra del seu país el 1988, tot i que només ostentà el poder durant 20 mesos. Tornà a presidir el govern del Pakistan des del 1993 fins al 1996.
És considerada la primera dona a ser escollida presidenta d'un país de majoria musulmana i també la persona més jove a dirigir un estat musulmà, ja que va ser primera ministra per primera vegada amb només 35 anys. El 27 de desembre de 2007 fou assassinada mentre participava en un acte electoral.

## Vida personal i educació
Benazir Bhutto va néixer en el si d'una família xiïta originària de Larkana, a la ciutat de Karachi, el 21 de juny de 1953 del matrimoni format per Zulfikar Ali Bhutto i Begum Nusrat Ispahani. Va assistir al jardí d'infants Lady Jennings Nursery School i després al Convent de Jesús i Maria de Karachi. A continuació van vindre dos anys d'escolarització al Rawalpindi Presentation Convent després dels quals, se la va enviar al Convent de Jesús i Maria a Murree. Va superar els seus exàmens d'educació bàsica a l'edat de 15 anys, i va passar a completar el batxillerat a la Karachi Grammar School, una de les més prestigioses institucions educatives del país, mentre que el seu pare està empresonat per haver estat un dels líders de l'oposició al règim militar d'Ayub Khan. · 
Després de completar la seva educació secundària al Pakistan, va prosseguir els estudis superiors als Estats Units. Des de 1969 a 1973 va assistir a la Radcliffe College de la Universitat Harvard, on obtingué un grau de Llicenciatura en Lletres amb honors cum laude en política comparativa, on també va ser elegida com membre de la societat Phi Beta Kappa. Bhutto consideraria més tard la seva estada a Harvard «com els quatre anys més feliços de la meva vida» i deia que formava «la mateixa base de la seva creença en la democràcia». Ja com a primera ministra, va arranjar un regal del govern pakistanès a la Harvard Law School.
La propera fase de la seva educació va tindre lloc al Regne Unit. Entre 1973 i 1977 Bhutto estudiava Filosofia, Política, i Economia en el Lady Margaret Hall de la Universitat d'Oxford on va completar un curs en Dret Internacional i Diplomàcia. El desembre de 1976 fou elegida presidenta de l'Oxford Union, i es va convertir així en la primera dona asiàtica dirigent de la prestigiosa societat de debat.
El 18 de desembre de 1987 es va casar a Karachi amb Asif Ali Zardari en un matrimoni concertat per la seva mare, per tal de preservar la seva imatge en l'opinió pública i vincular els interessos comuns de les dues famílies. Tot i que el matrimoni és tradicional, la família Bhutto no paga cap dot i Benazir conserva el seu cognom de naixement. La parella va tenir tres nens: Bilawal, Bakhtwar i Aseefa.

## Trajectòria política
Bhutto, que havia retornat al Pakistan després de completar els seus estudis, es va trobar sota arrest domiciliari arran de l'empresonament del seu pare i subsegüent execució l'abril de 1979. Havent-li estat permès de retornar el 1984 al Regne Unit, es convertia en la líder a l'exili del PPP, el partit del seu pare, encara que fou incapaç de fer sentir la seva presència política al Pakistan fins després de la mort del general Muhammad Zia-ul-Haq, l'agost de 1988.

### Primer mandat de Primera ministra
El 16 de novembre de 1988, en les primeres eleccions lliures en més d'una dècada, el PPP de Bhutto va guanyar el bloc d'escons més gran de l'Assemblea Nacional. Bhutto va jurar com a primera ministra d'un govern de coalició el 2 de desembre, i es va convertir a l'edat de 35 anys en la persona més jove —i la primera dona— a encapçalar el govern democràtic d'un estat de majoria musulmana en temps moderns i la primera ministra dona més jove mai escollida.

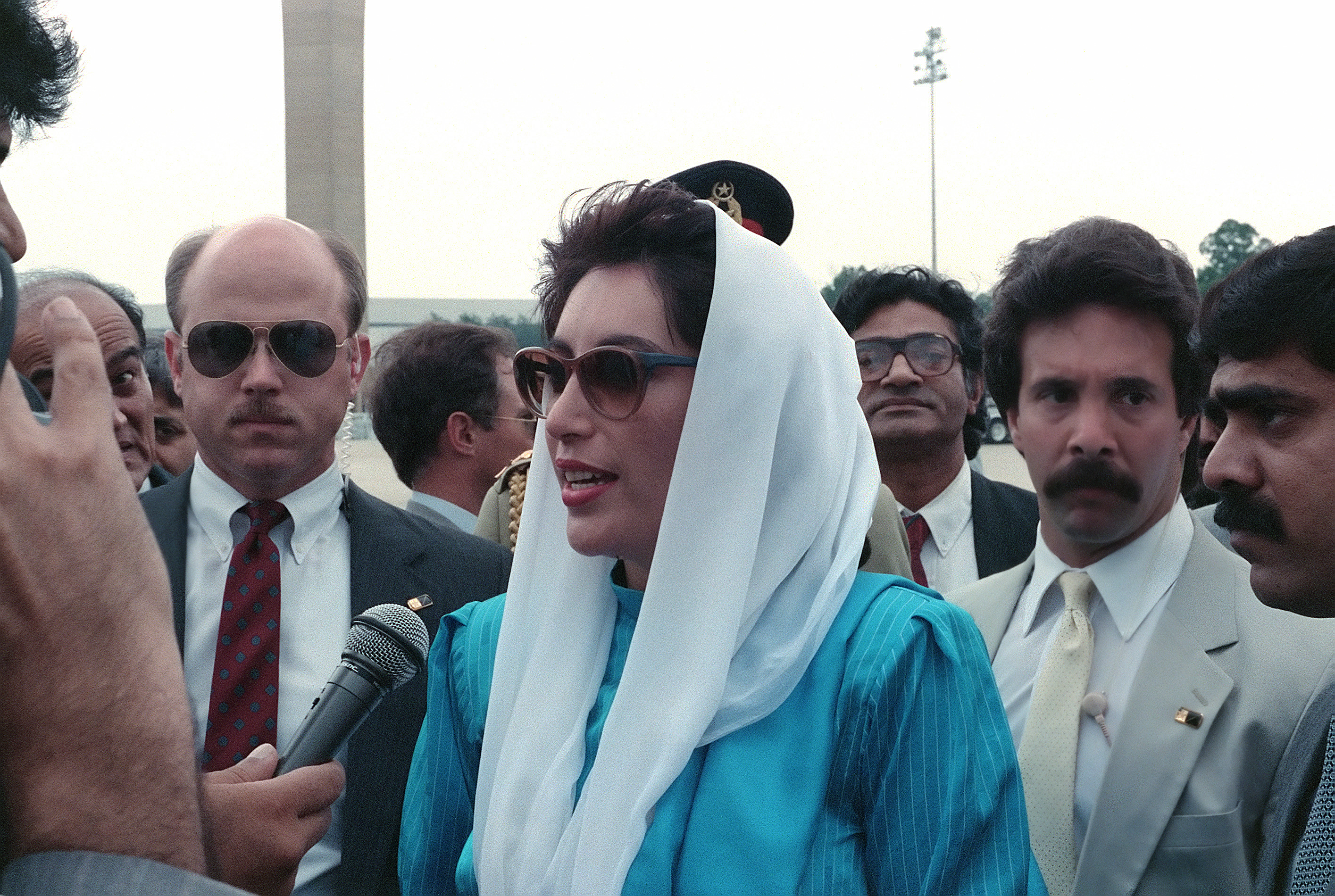
Benazir Bhutto en visita a Washington DC, el juny de 1989.

Malgrat la seva majoria a l'Assemblea Nacional, el president interí Ghulam Ishaq Khan no va demanar a Benazir Bhutto que formés un govern. Finalment, arriben a un compromís: Bhutto seria nomenada primer ministre, però el PPP donaria els seus vots a Ishaq Khan per a les eleccions presidencials. Va jurar com a primera ministra d'un govern de coalició el 2 de desembre de 1988, a l'edat de 35 anys i es va convertir en la persona més jove i la primera dona escollida democràticament a liderar un país de majoria musulmana. El 13 de desembre de 1988, Ghulam Ishaq Khan va ser elegit pel col·legi electoral per un mandat de 5 anys i es va beneficiar de la reforma constitucional votada pel general Zia que li va atorgar ascendència sobre el duo executiu.
De fet, el marge de maniobra de Benazir Bhutto era molt limitat contra el president, que gaudia del suport de l'exèrcit. Es troba imposada Yaqub Khan als Afers Exteriors i Mirza Aslam Beg com a cap de l'Estat Major de l'exèrcit, mentre que aquest últim va mantenir el control del seu pressupost així com dels afers nuclears, diplomàtics i militars. En aquest sentit, el seu mandat va marcar un període de transició a la regió, amb la retirada de les tropes soviètiques de l'Afganistan. Fins llavors, el poder havia rebut l'ajuda i el suport del govern dels EUA en la seva lluita contra la URSS. El juny de 1989, Benazir Bhutto es va reunir amb el president nord-americà George H. W. Bush a Washington, qui estava preocupat pel desenvolupament nuclear del país. Aquell any, va rebre el Premi Internacional Liberal, ja que el seu mandat va suposar l'alliberament de molts presos polítics i una reducció de la censura. L'any 1989 també va marcar al retorn del Pakistan dins de la Commonwealth. El desembre de 1988, Rajiv Gandhi i Benazir Bhutto es van conèixer a Islamabad.
En l'àmbit econòmic, el govern de Bhutto va seguir una política de privatització de grans empreses nacionals, marcant una ruptura amb la política socialista del seu pare. La reforma va començar l'abril de 1989, però va resultar en un fracàs parcial; mancava inversió privada i els funcionaris es van oposar a la reforma. Així, els objectius de privatització, que afectaven en part a la indústria i als serveis públics, i en particular a Pakistan International Airlines, no es van poder assolir completament. Per als seus oponents, com l'economista Sartaj Aziz, aquest fracàs es va deure a l'absència de visió global, així com a la manca de voluntat de reformar profundament les empreses interessades per fer-les més atractives per als inversors internacionals.
Benazir Bhutto va intentar recuperar el control de l'exèrcit substituint Hamid Gul per un home de la seva elecció al capdavant dels serveis secrets. Les disputes entre el president i el primer ministre van arribar al seu punt culminant l'any 1990, particularment pel nomenament del cap militar i del president de la Cort Suprema. El 6 d'agost de 1990, després de vint mesos en el càrrec, el president Ishaq Khan va dissoldre l'Assemblea Nacional i va destituir Benazir Bhutto del càrrec, de manera que va provocar noves eleccions legislatives. Oficialment, va ser acomiadada per disturbis a Karachi, així com per càrrecs de corrupció i abús de poder l'agost de 1990. Va comparèixer davant tribunals especials de setembre de 1990 a maig de 1991 per abús de poder i malversació de fons públics, càrrecs dels quals va ser absolta el 1994. El seu marit, Asif Ali Zardari, va romandre detingut entre 1990 i 1993 per extorsió.

### Líder de l'oposició
El seu partit va perdre les eleccions d'octubre. Benazir Bhutto va exercir com a líder de l'oposició al govern de Nawaz Sharif a l'Assemblea Nacional, que considera que li ha robat la victòria a les eleccions de 1990. Critica la política econòmica de privatitzacions del nou govern així com l'estancament de la lluita contra la pobresa i la desigualtat i la seva gestió de la violència comunitària a Karachi que continua creixent. Molt present als mitjans de comunicació, va intentar organitzar una marxa de protesta el maig de 1992 entre Rawalpindi i Islamabad, però el govern la va posar sota arrest domiciliari durant un curt període.
Igual que havia passat amb Benazir Bhutto, el president Ishaq Khan va entrar en conflicte amb el seu primer ministre i el va destituir del càrrec el 18 d'abril de 1993. De tota manera, Nawaz Sharif va guanyar el seu cas davant la Cort Suprema del Pakistan i va ser reintegrat al govern. Benazir Bhutto va intentar aprofitar la crisi política demanant una llarga marxa cap a la capital per obtenir la dimissió del govern i noves eleccions. L'exèrcit va intervenir obertament en la crisi i va provocar la dimissió de la parella executiva el 18 de juliol i la celebració d'eleccions anticipades.

### Segon mandat com a primera ministra
L'octubre del 1993 es van convocar noves eleccions, la coalició del PPP va guanyar, i Bhutto va tornar al seu càrrec. Va actuar en una política més experimentada, va concloure aliances, fins i tot amb l'exèrcit, i va adoptar part de les seves directrius. D'aquesta manera, va donar suport a la política de l'exèrcit que donava suport als mujahidins afganesos així com als gihadistes que lluitaven contra l'Índia al Caixmir, i va confiar aquesta política al General Nasrullah Babar a qui va nomenar ministre de l'Interior. El 1994, es va aliar amb els islamistes del Jamiat Ulema-e-Islam liderats per Fazal-ur-Rehman, i a través d'aquest últim el seu govern es va apropar als talibans, ja àmpliament recolzat per l'exèrcit, amb l'objectiu d'augmentar la influència pakistanesa a Afganistan i l'Àsia central a través de projectes estratègics com el Gasaducte TAPI. Les seves relacions amb els líders de l'exèrcit Abdul Waheed Kakar i després Jehangir Karamat es van calmar així, i el primer fins i tot la va ajudar a frustrar un complot militar per enderrocar-la el 1995
Durant el seu segon mandat, Benazir Bhutto també va intentar enfortir els llaços amb les potències occidentals que havien sancionat el programa nuclear del país, en particular els Estats Units. El març de 1995, va rebre Hillary Clinton, dona del president dels Estats Units Bill Clinton i la seva filla Chelsea Clinton a Islamabad. Aquesta visita, molt publicitada, va permetre mostrar a Occident una cara diferent del Pakistan. El novembre de 1994, estava de viatge oficial a França, acompanyada pels generals de l'exèrcit i el seu marit Zardari, on va conèixer el president François Mitterrand.
En l'àmbit econòmic, va intensificar la política de privatitzacions que havia iniciat el 1988, continuant així l'estratègia del seu predecessor Nawaz Sharif, venent empreses públiques dels sectors de telecomunicacions, finances i energia, especialment. També es va intentar fomentar la inversió estrangera i contenir el dèficit públic del país. En aquest sentit, va introduir reformes per ampliar la base imposable i millorar la recaptació, sobretot mitjançant la creació d'un impost agrícola, i va intentar limitar l'augment en la despesa militar. Durant els únics tres anys d'aquest segon mandat, no va aconseguir, però, assolir aquests objectius: el deute públic va continuar augmentant fins a arribar al 80% del PIB, el país va experimentar un període d'estagflació i la privatització va fomentar la corrupció.
El 1996, el germà de Benazir, Murtaza Bhutto, va ser assassinat a trets per la policia Sind a Karachi. La seva mort va despertar fortes sospites al voltant de Benazir Bhutto, especialment quan Murtaza va desafiar el seu lideratge al PPP, exigint eleccions internes i prometent un retorn al socialisme. El president Farooq Leghari va acusar Benazir Bhutto i, més concretament, el seu marit Zardari d'estar implicat en l'assassinat, i el 5 de novembre de 1996, la va destituir de les seves funcions, citant també acusacions de corrupció i violència a Karachi, després va tornar a dissoldre les assemblees.

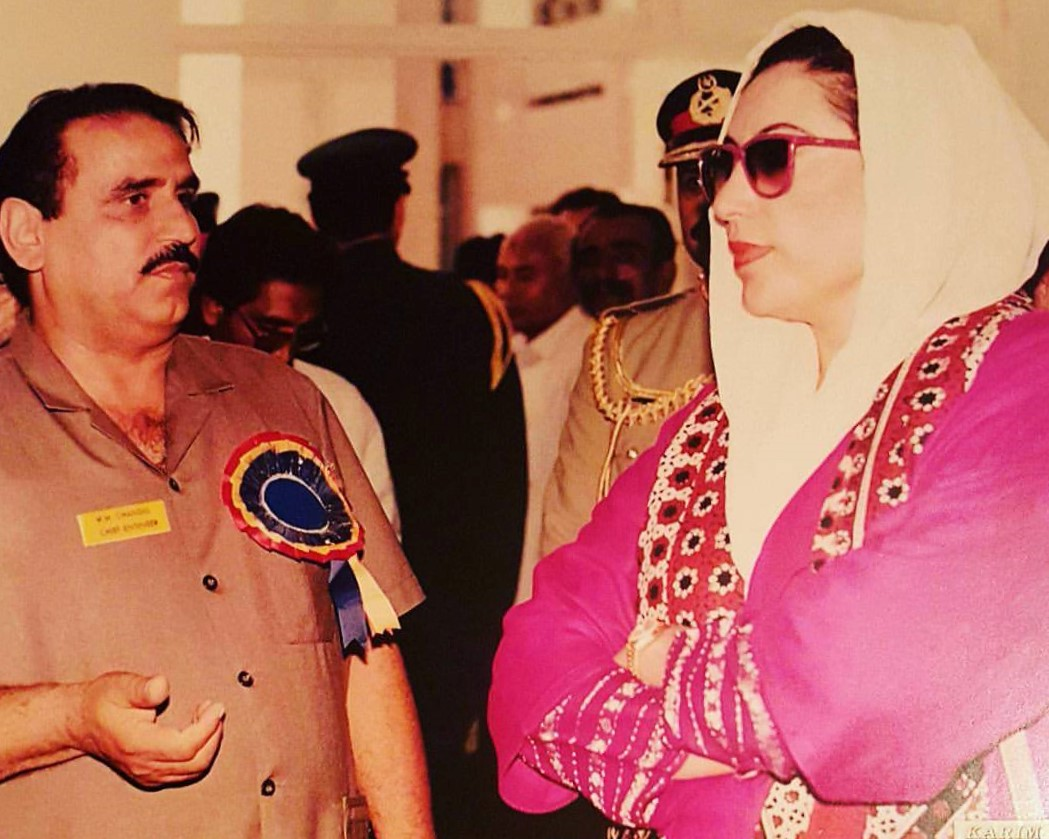
Benazir Bhutto inaugurant un centre d'ensenyament el 1996.

Les eleccions anticipades van tenir lloc el 3 de febrer de 1997 en un context de polèmica a causa de les acusacions de corrupció i violència de clans fetes contra Benazir Bhutto i el seu govern. Després d'haver perdut molts partidaris de la societat civil, el PPP va patir la pitjor derrota de la seva història, obtenint només 18 escons a l'Assemblea Nacional, contra 137 per a la Lliga Musulmana del Pakistan (N). Amb només un 35% de participació, l'abstenció va assolir un nivell rècord, mostrant la desil·lusió dels pakistanesos
Benazir Bhutto va discutir la imparcialitat d'aquestes eleccions, mentre que els observadors internacionals va negar-se a parlar d'eleccions democràtiques, però no van denunciar frau massiu. No obstant això, les enquestes preelectorals van predir aquesta derrota, estimant els vots de la Lliga Musulmana del Pakistan en un 40% enfront del 20% del PPP. Nawaz Sharif va descriure aquest resultat com el desig dels pakistanesos d'«acabar amb el caos». Benazir Bhutto es va negar a convocar protestes, dient que no volia amenaçar l'estabilitat del Pakistan mentre creixia la insurrecció dels talibans.

## Exili

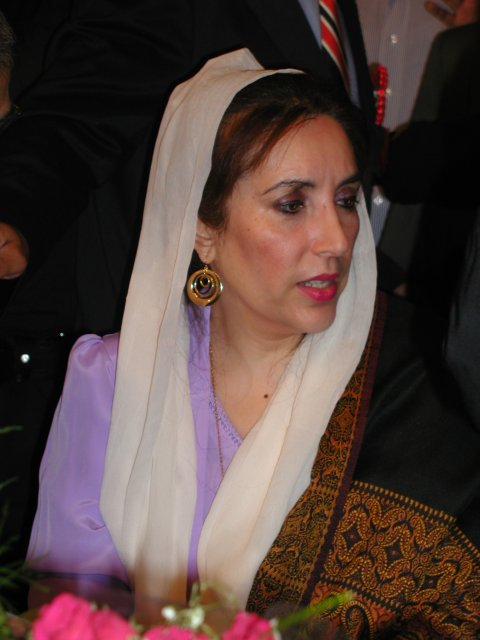
Fotografiada el 2004.

Benazir Bhutto i el seu marit es van trobar en una situació delicada després de la destitució del seu segon govern el 1996. Asif Ali Zardari va intentar fugir del país, però va ser detingut a Lahore i va romandre a la presó fins al 2004. Per la seva banda, Benazir Bhutto va continuar liderant l'oposició fins al 1998, abans d'establir-se a Londres i Dubai. A l'abril, va ser condemnada en absència a cinc anys de presó i una multa de 8,6 milions de dòlars per corrupció. Com que no va comparèixer al judici d'apel·lació l'any 2002, va ser condemnada a no poder entrar més al territori pakistanès. A més, el president Pervez Musharraf va votar aquell mateix any una esmena a la Constitució que prohibia l'exercici de més de dos mandats com a primer ministre, impedint així el retorn al poder de Bhutto i Nawaz Sharif. Fins al 2007, Bhutto va viure a Dubai, Emirats Àrabs Units, des d'on va mantenir contactes amb el PPP i els seus seguidors. Contínuament viatjava a l'estranger per fer conferències.
A l'exili, va continuar liderant el PPP. Aquest partit va tornar a l'escena política durant les eleccions legislatives de 2002 on, obtenint el 25,8% dels vots, es va convertir en el principal partit d'oposició al govern de Musharraf, qui va arribar al poder després d'un cop d'estat contra Nawaz Sharif. Benazir es va apropar a aquest últim i va signar amb ell la «carta de la democràcia» l'any 2006, perseguint l'objectiu de posar fi al règim militar, però també reforçar la federalització., la independència de la justícia i l'objectiu del retorn al parlamentarisme. També es va acostar als Estats Units als quals va prometre una lluita més forta contra Al-Qaida. L'administració estatunidenca va pressionar a Musharraf perquè permetés el retorn de Benazir Bhutto al Pakistan i tots dos es van reunir en secret a Abu Dhabi el 27 de juliol de 2007. El seu acord va donar lloc al Decret de Reconciliació Nacional adoptat el 5 d'octubre de 2007 que concedia l'amnistia a molts polítics; a canvi, Bhutto donaria els vots del PPP a Musharraf per a les eleccions presidencials.

## Retorn al Pakistan
Bhutto va tornar al Pakistan l'octubre de 2007, arribant a Karachi, en plena dictadura de Pervez Musharraf, per a participar en el procés de democratització del país, promoguda pel mateix Musharraf sota pressió de la comunitat internacional. El seu marit i les seves filles es van quedar a Dubai, mentre el seu fill encara estudiava a Oxford.
Bhutto va descriure el principal problema al qual s'enfrontava el seu país com el xoc entre «moderació i extremisme», i es va mostrar pessimista sobre la seva seguretat. El mateix Musharraf havia sobreviscut a diversos intents d'assassinat per part de militants islamistes, i va advertir a Bhutto que ella també es convertiria en un objectiu. Va demanar que els Estats Units o el Regne Unit es fessin responsables de la seva seguretat, però es van negar, i Musharraf va organitzar els detalls de la seva seguretat. Mentre la seva comitiva s'estava fent camí entre una multitud a Karachi, dues bombes van explotar, van matar 149 persones i van ferir-ne 402. La mateixa Bhutto va resultar il·lesa físicament. Bhutto va al·legar que hi havia quatre esquadrons suïcides que havien estat enviats per eliminar-la i que hi havia funcionaris clau del govern implicats en la trama; va enviar una llista amb el nom d'aquests funcionaris a Musharraf. Bhutto va demanar que Musharraf fes venir el British Scotland Yard o la Federal Bureau of Investigation dels Estats Units per investigar el crim, però s'hi va negar.

## Assassinat
El matí del 27 de desembre de 2007, Bhutto es va reunir amb el president afganès Hamid Karzai. A la tarda, va pronunciar un discurs en una manifestació del PPP celebrada a Rawalpindi]. En sortir amb un vehicle antibales, va obrir l'escotilla d'escapament del cotxe i es va aixecar per saludar a les multituds dels voltants. Un home situat a dos o tres metres del cotxe va disparar tres trets contra ella i va fer detonar una armilla suïcida plena de coixinets de boles. Bhutto va resultar mortalment ferida; els informes difereixen quant a si va ser colpejada per bales o per metralla de l'explosió. L'assassí es va suïcidar fent esclatar una càrrega explosiva que duia a sobre, acció que va provocar la mort de vint-i-dues persones més. Bhutto va ser traslladada d'urgència a l'Hospital General de Rawalpindi, però estava clínicament morta en arribar i els intents de reanimació no van tenir èxit. L'absència d'autòpsia, decisió presa pel seu marit i posterior president del Pakistan, Ali Zardari, ha dificultat aclarir aquesta qüestió.

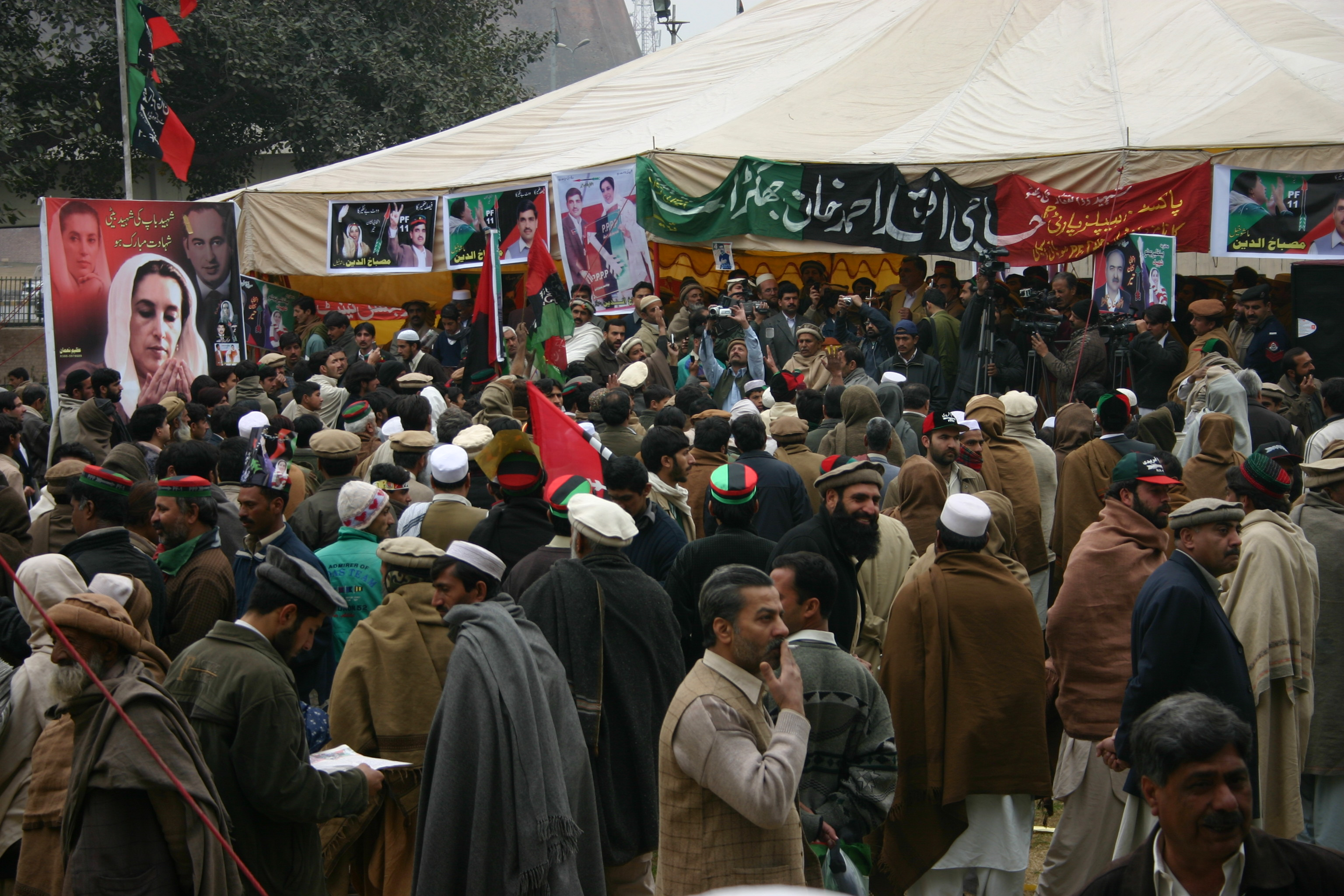
Militants del PPP el 6 de febrer de 2008 a Peshawar.

La seva mort va provocar diversos dies de manifestacions i disturbis a tot el país que van causar almenys 44 morts, especialment a Karachi on els activistes favorables a Benazir Bhutto van atacar símbols del poder. El president Pervez Musharraf va declarar tres dies de dol nacional i l'atac va ser àmpliament condemnat per la comunitat internacional que estava preocupada per l'estabilitat del país en el context del conflicte armat del Nord-oest del Pakistan.
Aquests problemes portaran el govern a ajornar les eleccions del 8 de gener al 18 de febrer. Considerats els més justos i transparents de la història del país, portaran a la victòria del partit de Bhutto, el PPP, que va prendre el govern el mes següent amb Youssouf Raza Gilani al capdavant. Reunint al seu voltant una gran coalició amb l'exclusió del partit que donava suport a Musharraf, va iniciar un procediment de destitució i va obtenir la dimissió del president l'agost de 2008.